# عسان
عسان  قرية سوريّة تتبع إداريّاً لمحافظة حلب منطقة جبل سمعان ناحية مركز جبل سمعان، بلغ تعداد سكانها 1,615 نسمة حسب التعداد السكاني لعام 2004.